# Corradino di Svevia (film)
Corradino di Svevia (L'ultimo degli Hohenstaufen) è la trasposizione cinematografica diretta da Romolo Bacchini della fuga e dell'uccisione di Corradino di Svevia dopo la disfatta del suo esercito nella battaglia di Tagliacozzo.
Si tratta di uno dei primi film italiani ambientati nel Medioevo.

## Trama
Dopo la sconfitta subita ad opera dell'esercito di Carlo I d'Angiò nella battaglia di Tagliacozzo, Corradino si rifugia nel castello dei Frangipane presso Torre Astura vicino a Nettuno. Qui viene tradito dal signore del luogo, Giovanni Frangipane, che lo consegna a Carlo. Corradino viene condotto a Napoli per essere processato. Giudicato colpevole di tradimento verso la Chiesa, viene decapitato presso Campo Moricino, l'attuale Piazza del Mercato di Napoli. La sua morte segnerà la fine del casato degli Hohenstaufen.

## Distribuzione
Il film è uscito in Europa con i seguenti titoli: in Francia con Conrad de Souabe, in Gran Bretagna con End of a Dinasty e in Germania con Konrad Von Schwaben.